# Berán
Berán (llamada oficialmente San Breixo de Berán) es una parroquia, una entidad local menor y una aldea del municipio español de Leiro, en la provincia de Orense, Galicia.

## Toponimia
La parroquia también es conocida por el nombre de San Verísimo de Berán.

## Geografía
La Comarca del Ribeiro se encuentra entre las sierras de Faro y Suido, donde confluyen los valles del Miño, Avia, Arnoia y Barbantiño. A pocos kilómetros se encuentra la localidad de Berán.
En ella se puede disfrutar de sus numerosas y valiosas vistas, además de la presencia du uno de los grandes símbolos, un balneario de aguas medicinales, muy recomendable para problemas de piel y sistema digestivo

## Organización territorial
La parroquia está formada por dos entidades de población:
- Berán
- Caldelas

## Demografía

### Parroquia
| Gráfica de evolución demográfica de Berán (parroquia) entre 2000 y 2022 |
|                                                                         |
| Datos según el nomenclátor publicado por el INE.                        |

### Aldea
| Gráfica de evolución demográfica de Berán (aldea) entre 2000 y 2022 |
|                                                                     |
| Datos según el nomenclátor publicado por el INE.                    |

## Economía
- Cultivo predominante la vid.
- Balneario de aguas termales.